# Îles Australes
Îles Australes (Îles Tubuai, Wyspy Południowe, Wyspy Australskie) – grupa kilkunastu drobnych wysepek wulkanicznych otoczonych atolami koralowymi w Polinezji, rozrzuconych na przestrzeni 800 km koło Zwrotnika Koziorożca, stanowiąca wysuniętą najbardziej na południe część Polinezji Francuskiej, jednocześnie jedną z pięciu jednostek administracyjnych tego terytorium. Klimat umiarkowany, podzwrotnikowy. Roślinność uboga: rzadko spotykana palma kokosowa; chlebowiec, który nie owocuje; urodzajny kawowiec. Łączna powierzchnia wysp archipelagu wynosi 164 km². W 2012 roku archipelag zamieszkiwało 6839 osób.

Flaga Îles Australes

Najważniejsze wyspy archipelagu (z północnego zachodu na południowy wschód) to:
- Îles Maria 1,3 km²,
- Rimatara 8 km² - 815 mieszkańców,
- Rurutu 36 km² - 2189 mieszkańców,
- Tubuai 45 km² - 2171 mieszkańców,
- Raivavae 16 km² - 996 mieszkańców,
- Rapa 40 km² - 497 mieszkańców,
- Marotiri (îlots Bass - Wyspy Bassa) 0,04 km²